# Mahda
Mahda (auch Mahdah oder Mahadah) ist ein Dorf mit ca. 2000 Einwohnern im Sultanat Oman. Mahda liegt an der Grenze zu den Vereinigten Arabischen Emiraten und unweit der Gouvernement-Hauptstadt Buraimi. Das Hadschar-Gebirge umschließt den Ort. Erreichbar ist die Ortschaft über Abzweigungen an der Route 5 und der Route 7. Mahda ist administrativ auch ein Wilaya des Gouvernements Buraimi. Der Verwaltungsbezirk hat eine Größe von 3264 km² und eine Einwohnerzahl von 8373 Personen.

Im Dezember 2016 startete der Bau einer zweispurigen Autostraße zwischen Mahda und Rowdha. Die Fernstraße hat eine Länge von 60 Kilometer und soll unter den modernsten Verkehrssicherheitsstandards gebaut werden.
Mahda liegt am Schnittpunkt zweier Wadis. Das Wadi Al Qahfi und das Wadi Sharm treffen hier aufeinander. Das Wadi Al Qahfi wird vor allem von Einheimischen als Ausflugsziel genutzt, während das Wadi Sharm sogar ein 4-Sterne Resort beheimatet.
Im Jänner 2018 brach im Wilaya die Palmenpest aus. Das Land baute Quarantänezonen ein, um die Ausbreitung einzudämmen.